# Joseph Abangite Gasi
Joseph Abangite Gasi (Mupoi, 1 de janeiro de 1928 - Yambio, 12 de setembro de 2014) foi um clérigo sudanês e bispo católico romano de Tombura-Yambio (Sudão do Sul).
Joseph Abangite Gasi foi ordenado sacerdote em 21 de dezembro de 1957 para o Vicariato Apostólico de Mupoi.
Papa Paulo VI nomeou-o Bispo de Tombura em 12 de dezembro de 1974. O Cardeal Prefeito da Congregação para a Evangelização dos Povos, Agnelo Rossi, o ordenou em 6 de abril de 1975; Co-consagrantes foram Ubaldo Calabresi, Pró-Núncio Apostólico no Sudão, e Ireneus Wien Dud, Bispo de Juba. Em 19 de abril de 2008, o Papa Bento XVI aceitou sua aposentadoria por idade.
Um obituário do Movimento de Libertação do Povo do Sudão em Oposição (SPLM/IO) oferece admiração e agradecimento ao falecido Joseph Abangite Gasi por seu compromisso com "dignidade, honra e paz para nosso povo e país" na luta de libertação na década de 1990 . Ele foi a figura central na formação do Conselho de Igrejas do Novo Sudão (NSCC).